# Gran Premio del Brasile 1986
Il Gran Premio del Brasile 1986, XV Grande Prêmio do Brasil di Formula 1 e prima gara del Campionato di Formula 1 del 1986, si è disputato il 23 marzo sul Circuito di Jacarepaguá ed è stato vinto da Nelson Piquet su Williams-Honda.

## Qualifiche
| Pos | N° | Pilota             | Costruttore            | Q1          | Q2       | Gap     |
| --- | -- | ------------------ | ---------------------- | ----------- | -------- | ------- |
| 1   | 12 | Ayrton Senna       | Lotus-Renault          | 1.26:893    | 1:25.501 | -       |
| 2   | 6  | Nelson Piquet      | Williams-Honda         | 1:26.266    | 1.26:755 | +0.765  |
| 3   | 5  | Nigel Mansell      | Williams-Honda         | 1.27:406    | 1:26.749 | +1.248  |
| 4   | 25 | René Arnoux        | Ligier-Renault         | 1.30:563    | 1:27.133 | +1.632  |
| 5   | 26 | Jacques Laffite    | Ligier-Renault         | 1.30:175    | 1:27.190 | +1.689  |
| 6   | 27 | Michele Alboreto   | Ferrari                | 1.30:156    | 1:27.485 | +1.984  |
| 7   | 2  | Keke Rosberg       | McLaren-TAG Porsche    | 1.28:763    | 1:27.705 | +2.204  |
| 8   | 28 | Stefan Johansson   | Ferrari                | 1.30:363    | 1:27.711 | +2.210  |
| 9   | 1  | Alain Prost        | McLaren-TAG Porsche    | 1.28:467    | 1:28.099 | +2.598  |
| 10  | 7  | Riccardo Patrese   | Brabham-BMW            | senza tempo | 1:29.294 | +3.793  |
| 11  | 11 | Johnny Dumfries    | Lotus-Renault          | 1.30:452    | 1:29.503 | +4.002  |
| 12  | 19 | Teo Fabi           | Benetton-BMW           | 1.31:138    | 1:29.748 | +4.247  |
| 13  | 16 | Patrick Tambay     | Lola-Hart              | 1.31:429    | 1:30.594 | +5.093  |
| 14  | 8  | Elio De Angelis    | Brabham-BMW            | 1.31:682    | 1:31.074 | +5.573  |
| 15  | 18 | Thierry Boutsen    | Arrows-BMW             | 1.32:911    | 1:31.244 | +5.743  |
| 16  | 20 | Gerhard Berger     | Benetton-BMW           | 1.31:653    | 1:31.313 | +5.812  |
| 17  | 3  | Martin Brundle     | Tyrrell-Renault        | 1.32:983    | 1:32.009 | +6.508  |
| 18  | 4  | Philippe Streiff   | Tyrrell-Renault        | 1.35:669    | 1:32.388 | +6.887  |
| 19  | 15 | Alan Jones         | Lola-Hart              | 1.33:664    | 1:33.236 | +7.735  |
| 20  | 17 | Marc Surer         | Arrows-BMW             | 1:33.781    | 1.34:144 | +8.280  |
| 21  | 14 | Jonathan Palmer    | Zakspeed               | 1.35:199    | 1:33.784 | +8.283  |
| 22  | 23 | Andrea De Cesaris  | Minardi-Motori Moderni | 1.37:835    | 1:34.646 | +9.145  |
| 23  | 21 | Piercarlo Ghinzani | Osella-Alfa Romeo      | 1.38:165    | 1:35.988 | +10.487 |
| 24  | 22 | Christian Danner   | Osella-Alfa Romeo      | 1.39:389    | 1:36.558 | +11.057 |
| 25  | 24 | Alessandro Nannini | Minardi-Motori Moderni | 1.40:739    | 1:37.466 | +11.965 |

## Vigilia
Molte sono le novità tra i piloti nel primo gran premio della stagione. Niki Lauda abbandona definitivamente la F1, e viene sostituito da Keke Rosberg alla McLaren; il finlandese è sostituito a sua volta da Nelson Piquet alla Williams. Alla Brabham coppia italiana con Elio De Angelis e Riccardo Patrese, mentre l'ex tester della Ferrari Johnny Dumfries passa alla Lotus. La Scuderia Ferrari conferma Michele Alboreto e Stefan Johansson, con l'ex ferrarista René Arnoux che trova un volante alla Ligier.
Tra le scuderie c'è l'abbandono della Renault, che però continua a fornire i motori a Ligier, Lotus e Tyrrell. Da segnalare l'esordio della Benetton, motorizzata BMW. La Minardi iscrive due vetture (una per Alessandro Nannini, all'esordio in F1).

## Gara

### Resoconto
La stagione si apre con Senna in pole position sulla Lotus-Renault, seguito dalle Williams-Honda di Piquet e Mansell e dalle Ligier-Renault gommate Pirelli di Arnoux e Laffite.  In gara, Mansell va a sbattere al primo giro tentando di superare Senna.  Vince Piquet, davanti a Senna, Laffite e Arnoux.  Il campione in carica Prost, partito nono, arriva fino in testa prima di ritirarsi col motore fuori uso (sarà uno dei pochi guasti meccanici per la McLaren in questa stagione); fuori per noie tecniche anche le due Ferrari di Alboreto e Johansson.

### Risultati
| Pos | Nº | Pilota             | Costruttore            | Giri | Tempo/Ritiro          | Pos. Griglia | Punti |
| --- | -- | ------------------ | ---------------------- | ---- | --------------------- | ------------ | ----- |
| 1   | 6  | Nelson Piquet      | Williams-Honda         | 61   | 1:39:32.583           | 2            | 9     |
| 2   | 12 | Ayrton Senna       | Lotus-Renault          | 61   | + 34.827              | 1            | 6     |
| 3   | 26 | Jacques Laffite    | Ligier-Renault         | 61   | + 59.759              | 5            | 4     |
| 4   | 25 | René Arnoux        | Ligier-Renault         | 61   | + 1:28.429            | 4            | 3     |
| 5   | 3  | Martin Brundle     | Tyrrell-Renault        | 60   | + 1 Giro              | 17           | 2     |
| 6   | 20 | Gerhard Berger     | Benetton-BMW           | 59   | + 2 Giri              | 16           | 1     |
| 7   | 4  | Philippe Streiff   | Tyrrell-Renault        | 59   | + 2 Giri              | 18           |       |
| 8   | 8  | Elio De Angelis    | Brabham-BMW            | 58   | + 3 Giri              | 14           |       |
| 9   | 11 | Johnny Dumfries    | Lotus-Renault          | 58   | + 3 Giri              | 11           |       |
| 10  | 19 | Teo Fabi           | Benetton-BMW           | 56   | + 5 Giri              | 12           |       |
| Rit | 18 | Thierry Boutsen    | Arrows-BMW             | 37   | Scarico               | 15           |       |
| Rit | 27 | Michele Alboreto   | Ferrari                | 35   | Alimentazione         | 6            |       |
| Rit | 1  | Alain Prost        | McLaren-TAG Porsche    | 30   | Motore                | 9            |       |
| Rit | 22 | Christian Danner   | Osella-Alfa Romeo      | 29   | Motore                | 24           |       |
| Rit | 28 | Stefan Johansson   | Ferrari                | 26   | Freni                 | 8            |       |
| Rit | 16 | Patrick Tambay     | Lola-Hart              | 24   | Batteria              | 13           |       |
| Rit | 7  | Riccardo Patrese   | Brabham-BMW            | 21   | Perdita d'acqua       | 10           |       |
| Rit | 14 | Jonathan Palmer    | Zakspeed               | 20   | Motore                | 21           |       |
| Rit | 17 | Marc Surer         | Arrows-BMW             | 19   | Motore                | 20           |       |
| Rit | 24 | Alessandro Nannini | Minardi-Motori Moderni | 18   | Frizione              | 25           |       |
| Rit | 23 | Andrea De Cesaris  | Minardi-Motori Moderni | 16   | Turbo                 | 22           |       |
| Rit | 21 | Piercarlo Ghinzani | Osella-Alfa Romeo      | 16   | Motore                | 23           |       |
| Rit | 2  | Keke Rosberg       | McLaren-TAG Porsche    | 6    | Motore                | 7            |       |
| Rit | 15 | Alan Jones         | Lola-Hart              | 5    | Iniezione             | 19           |       |
| Rit | 5  | Nigel Mansell      | Williams-Honda         | 0    | Collisione di A.Senna | 3            |       |

## Classifiche

### Piloti
| Pos. | Pilota          | Punti |
| ---- | --------------- | ----- |
| 1    | Nelson Piquet   | 9     |
| 2    | Ayrton Senna    | 6     |
| 3    | Jacques Laffite | 4     |
| 4    | René Arnoux     | 3     |
| 5    | Martin Brundle  | 2     |
| 6    | Gerhard Berger  | 1     |

### Costruttori
| Pos. | Team            | Punti |
| ---- | --------------- | ----- |
| 1    | Williams-Honda  | 9     |
| 2    | Ligier-Renault  | 7     |
| 3    | Lotus-Renault   | 6     |
| 4    | Tyrrell-Renault | 2     |
| 5    | Benetton-BMW    | 1     |